# گاماکسان (گنگ وون)
گاماکسان (به لاتین: Gamaksan) یک کوه در کره جنوبی است که در کره جنوبی واقع شده‌است. گاماکسان ۸۸۶ متر بالاتر از سطح دریا واقع شده‌است.